# Do 11 (航空機)

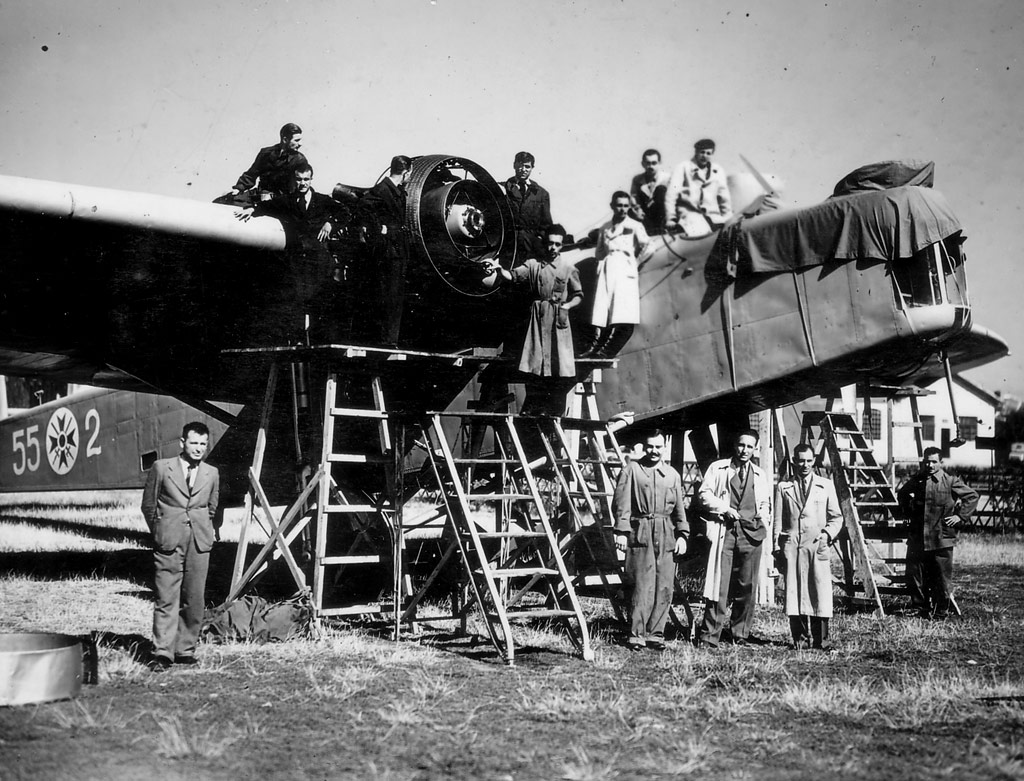
ブルガリアの記章とドルニエ DO -11

Do 11 は、ドイツのドルニエ社で製作され、第一次世界大戦と第二次世界大戦の間にドイツ空軍で使用された双発の爆撃機である。金属製胴体を持つ高翼単葉の双発機で、ドイツ空軍初の近代的な双発爆撃機だった。しかし、エンジンの供給が遅れた為生産は進まず、また、機体構造の強度不足や飛行安定性の欠如、エンジンの過熱等の問題が発生した為、部隊への配備は少数に止まり1935年にはDo 23と交代した。

## スペック
※Do 11D
- 全長： 18.79 m[1]
- 全幅： 26.29 m[1]
- 全高： 5.49 m[1]
- 全備重量： 8,200 kg[1]
- エンジン： ジーメンスSh22B-2 650 hp × 2[1]
- 最大速度： 259 km/h（海面上）[1]
- 上限高度： 4,100 m[1]
- 航続距離： 980 km[1]
- 武装
  - 7.92 mmMG 15 機関銃 × 3
  - 爆弾 1,000 kg[1]
- 乗員： 4名[1]